# Prix Guillaume le Conquérant
Prix Guillaume le Conquérant, är ett årligt travlopp för 4-åriga varmblod som körs på Hippodrome de la Prairie i Caen i Frankrike i mitten av maj. Det är ett Grupp 3-lopp, det vill säga ett lopp av tredje högsta internationella klass. Loppet körs över 2450 meter med fransk voltstart. Förstapris i loppet är 36 000 euro.
Loppet har körts sedan 1981.

## Segrare
| År   | Häst            | Efter            | Land      | Kusk                | Tränare             | Tid    |
| ---- | --------------- | ---------------- | --------- | ------------------- | ------------------- | ------ |
| 2024 | Koctel du Dain  | Boccador de Simm | Frankrike | David Thomain       | Philippe Allaire    | 1'12"1 |
| 2023 | Deus Zack       | Victor Gio       | Italien   | Benjamin Rochard    | Sébastien Guarato   | 1'12"1 |
| 2022 | Idao de Tillard | Severino         | Frankrike | Clément Duvaldestin | Thierry Duvaldestin | 1'12"8 |